# Cyphonoxia kermanensis
Cyphonoxia kermanensis är en skalbaggsart som beskrevs av Semenov-tian-shanskii och Medvedev 1936. Cyphonoxia kermanensis ingår i släktet Cyphonoxia och familjen Melolonthidae. Inga underarter finns listade i Catalogue of Life.